# 미시시피강
미시시피강(영어: Mississippi River, 문화어: 미씨시피강, 프랑스어: Mississippi fleuve)은 미국에서 두 번째로 긴 강으로 중앙평원을 유역으로 하고, 미네소타주 북부의 이타스카호 등 수많은 호수를 수원(水源)으로 하여 멕시코만으로 흘러든다. 미시시피강은 많은 폭포를 지나 도중에서 몇 개의 지류(支流)와 합하며, 하류부에서는 저습지를 사행(蛇行)하여 뉴올리언스의 남쪽에 거대한 삼각주를 형성하고 있다. 계절에 따라 수량(水量)의 증감이 현저하며, 자주 큰 홍수를 일으켜서 피해를 준다. T.V.A의 사업은 지류의 하나인 테네시강의 치수(治水)를 겸하는 지역개발 대책이었다. 길이에 비해서 높낮이의 차가 적으며, 흐름도 완만하고 수량(水量)도 많다. 미니애폴리스까지 항행이 가능한데 도중에 뉴올리언스·세인트루이스·멤피스·세인트폴 등의 하항(河港)이 있다. 미국에서 가장 긴 강은 미시시피 강의 지류인 미주리 강으로 길이는 3,767 km이다.
미시시피 강은 제퍼슨-미주리-미시시피강 수계의 일부로, 전체 길이는 6,270 km로 세계에서 네 번째로 긴 강이다. 미시시피라는 단어는 오지브웨이족 말로 "큰 강"이라는 말에서 왔다.
에르난도 데 소토는 미시시피강을 처음 '탐험'한 유럽인이다.

## 지리

### 상류
미네소타주 미국과 캐나다 국경에서 발원하여 멕시코만으로 흐르는 강이다. 수많은 지류가 모여들면서 미시시피 강은 광대한 시스템을 형성한다. 그 유역분지는 미국 영토에서 로키산맥에서 애팔래치아산맥 사이의 대부분을 차지한다 하류, 상류는 대평원을 흐르고, 동쪽 지류는 애팔래치아 고원을 흐른다. 미시시피 강은 미네소타 주의 북쪽에 있는 해발 450m의 이타스카호(Lake Itasca)에서 발원하여 동쪽으로 흐르면서 주변에 넓게 흩어져 있는 많은 습지와 호수에서 공급되는 물을 통해 유량이 많아진다. 이후 슈피리어호 서쪽의 고원 산자락을 따라 남쪽으로 흐르기 시작한다.

### 중류
세인트루이스에서 미주리강과 합류하는데 막대한 양의 운반물질이 함께 흘러들어 강의 모습이 달라진다. 일리노이 주의 카이로를 지나면서 오하이오강과 합류하는데 이곳이 미시시피 강의 원래 삼각주가 형성되기 시작한 곳으로 판단된다. 여기서부터 지난 1억년동안 남쪽으로 삼각주가 조금씩 퇴적되어 성장해간 것이다. 이후 컴버랜드(Cumberland)와 오작크 고원(Ozark plateaus) 사이의 골짜기를 따라 흐르는데 양쪽으로는 최종빙기 때 융빙수에 의해 형성된 선상지들이 자리 잡고 있다. 미주리 강의 길이가 4,120km로 미시시피 강의 지류 중에서 가장 길지만, 오하이오 강은 길이가 1,570km 밖에 되지 않지만 가장 많은 수량을 공급하는 지류이다.

### 하류
카이로를 기점으로 하류에서의 강폭은 1마일(1,600m)보다 넓어지게 되며 매년 바다로 5억 톤 가량의 퇴적물질을 운반한다. 강 하구 삼각주는 지난 6,000년 동안 약 320km2 정도의 면적이 성장하였으며, 뉴올리언즈의 남동쪽 방향으로 나뭇가지 형태로 형성되었다. 이곳은 최근에 몇 가지 원인으로 인해 조금씩 가라앉고 있다.

## 지류
미시시피 강의 주요 지류는 다음과 같다.
- 빅블랙강: 미시시피주
- 야주강: 미시시피주
- 레드강: 루이지애나주
- 화이트강: 아칸소주
- 아칸소강: 아칸소주
- 오하이오강: 켄터키주
- 빅머디강: 일리노이주
- 카스카스키아강: 일리노이주
- 미주리강: 미주리주
- 일리노이강: 일리노이주
- 디모인강: 미주리주
- 스컹크강: 아이오와주
- 록 강: 일리노이주
- 마쿠오케타강: 아이오와주
- 위스콘신강: 위스콘신주
- 치페와강: 위스콘신주
- 세인트크루아강: 미네소타/위스콘신주
- 미네소타강: 미네소타주
- 크로강: 미네소타주